# Stofmængde
Inden for fysik og kemi er stofmængde et udtryk for et antal af formelenheder. Det betegnes oftest n, og dets SI-enhed er mol. I et korrekt afstemt reaktionsskema angiver koefficienter forholdet mellem stoffers mængder; i reaktionsskemaet
H2 + Cl2 → 2HCl
optræder saltsyre i dobbelt så stor mængde som klor, og som brint. Et stofs mængde er forbundet med dets masse m (i g) og dets molarmasse M (i g/mol) ved
{\displaystyle n={\frac {m}{M}}}
Denne ligning er det centrale princip i støkiometri; hvis to af disse størrelser kendes, kan den sidste udregnes ved simpel division og multiplikation. Derudover kan stofmængden beregnes for en opløsning ud fra koncentrationen c (angivet i mol/L) og volumen V (angivet i liter L):
{\displaystyle n=c\cdot V}